# Epizeuxis obliqua
Epizeuxis obliqua là một loài bướm đêm trong họ Noctuidae.